# Aartsbisdom Ende
Het aartsbisdom Ende (Latijn: Archidioecesis Endehena) is een rooms-katholiek aartsbisdom met als zetel Ende, hoofdstad van het regentschap Ende, in Indonesië. De aartsbisschop van Ende is metropoliet van de kerkprovincie Ende, waartoe ook de volgende suffragane bisdommen behoren:
- Denpasar
- Labuan Bajo
- Larantuka
- Maumere
- Ruteng

## Geschiedenis
Het aartsbisdom werd opgericht op 16 december 1913, als de apostolische prefectuur Isole della Piccola Sonda, uit delen van de apostolische prefectuur Batavia. Op 12 maart 1922 werd het verheven tot apostolisch vicariaat, en op 8 maart 1951 veranderde het van naam naar apostolisch vicariaat Endeh. Op 3 januari 1961 werd het verheven tot metropolitaan aartsbisdom. Op 14 mei 1974 veranderde het nogmaals van naam naar aartsbisdom Ende. 
Het verloor meermaals gebied bij de oprichting van het apostolisch vicariaat Timor Olandese (1936), de apostolische prefectuur Denpasar (1950), de apostolisch vicariaten  Ruteng (1951) en Larantuka (1951), de apostolische prefectuur Weetebula (1959), en het bisdom Maumere (2005).

## Parochies
Het aartsbisdom had in 2021 een oppervlakte van 5.084 km2 en telde 596.180 inwoners waarvan 80,6% rooms-katholiek was.

## Ordinarii

### Apostolische prefecten
- Petrus Carolus Noyen (8 oktober 1913 - 24 februari 1921)

### Apostolisch vicarissen
- Arnold Verstraelen (13 maart 1922 - 15 maart 1932)
- Heinrich Leven (25 april 1933 - 21 juni 1950)
- Antoine Hubert Thijssen (8 maart 1951 - 3 januari 1961)

### Aartsbisschoppen
- Gabriel Wilhelmus Manek (3 januari 1961 - 19 december 1968)
- Donatus Djagom (19 december 1968 - 23 februari 1996)
- Longinus Da Cunha (23 februari 1996 - 6 april 2006)
- Vincentius Sensi Potokota (14 april 2007 - 19 november 2023)
- Paulus Budi Kleden (25 mei 2024 - heden)

## Galerij van afbeeldingen

Kerkprovincie met aartsbisdom en suffragane bisdommen

Ende (aartsbisdom) · Denpasar · Labuan Bajo · Larantuka · Maumere · Ruteng